# Janie Langlois
Pour les articles homonymes, voir Langlois.
Janie Langlois, est une artiste plasticienne française, née Thomas de Launay, le 19 juillet 1946 à Paris. Epouse d'Armand Langlois

## Biographie
Parisienne de naissance, elle passa cependant une partie de son enfance au cœur de la forêt de Brocéliande en Bretagne.
Après avoir terminé ses études de lettres à l'université de Rennes, elle décida de se consacrer à la peinture et la sculpture, mais c'est finalement la création textile son œuvre la plus aboutie.
Épouse du peintre Armand Langlois, elle crée à partir de 1975 les personnages d'un Bestiaire des Contes (dixit Robert de Laroche) révision personnelle des animaux des Contes de fées, plus de mille personnages aujourd'hui disséminés dans des collections privées. Ses costumes, inspirés des modes des XVIIe et XVIIIe siècles contribueront au succès de l'œuvre dans le monde entier. Pendant plus de 20 ans elle déclinera le Chat botté et d'autres animaux par des assemblages exceptionnels : ces tissus collés, plissés, empilés, teints, déchirés, noués, feront du personnage une œuvre baroque incontournable. Venise où elle fera revivre le Chat Botté, personnage légendaire de la ville, New York, Tokyo, Paris et d'autres capitales exposeront ses costumes et personnages. Plusieurs œuvres furent exposées et vendues à San Francisco, de 1984 à 1992 par la galerie de Lillian Williams, la célèbre collectionneuse de costumes du XVIIIe siècle français. De 1991 à 2006, elle travaille régulièrement avec le célèbre magasin de luxe new-yorkais Bergdorf Goodman sur la 5th av. et Neiman Marcus à Dallas (Texas) dont elle illustrera plusieurs fois les couvertures de catalogues. En 1985, alors que la fantasy ne montraient timidement son nez qu'en littérature, elle innove au "Salon des Ateliers d'art" avec une série de pièces uniques, de poupées d'artiste, que l'auteur nomme "Chimères", enfant-animal aux oreilles pointues, les premières poupées gothiques entre le lutin et le punk.
Un sens de la communication paradoxalement très discret fait de Janie une figure incontournable du Salon des Ateliers d'art de france Porte de Versailles à Paris, dans les années 1980-90, salon emblématique des artistes et artisans de l'artisanat d'art aujourd'hui "Maison & Objet". Jacques Toubon, alors Ministre de la Culture viendra personnellement lui rendre hommage sur son espace d'exposition parmi 3000 exposants en septembre 1993.

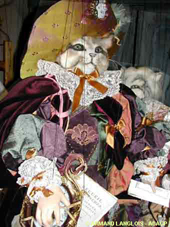
Chat horloger Assemblage de Janie Langlois (1999-Bergdorf Goodman - USA)

À partir du début du siècle, elle se consacrera particulièrement à la finition de scènes à des fins d'expositions animées comme celles du Château de Breteuil ou d'Épinal.
Etroitement liée à la carrière d'Armand Langlois, férue d'Histoire, elle participe aussi à la réalisation des fresques conçues par ce dernier, notamment par ses recherches sur le pays du Santerre, fresque réalisée en 2006 dans la Gare de TGV Haute-Picardie. 
Après 30 ans passés à Amboise, elle retourne en Bretagne où elle vit et travaille actuellement.

## Salons et expositions
- 1975/1977 - Nombreuses participations aux expositions collectives de Chinon, Gargilesse, Loches, Paris et provinces.
- 1980 et suivantes : en permanence Pelucherie des Champs-Élysées à Paris.
- 1 984 - Expose au Salon des Ateliers d'Art de France (Porte de Versailles et Villepinte) jusqu'en 2001. Animaux costumés et Chimères
- 1984 à 1992 - Personnages fantastiques pour Galerie Allegro Soleil à San Francisco
- 1986 - Personnages fantastiques pour le château de Montigny-le-Gannelon.
- 1989 - Personnages fantastiques pour le château de Montpoupon.
- 1995 et suivantes : en permanence Galerie Regards à Metz, Maison d'Adam à Angers
- 1999 à 2006 - Personnages fantastiques pour le château de Breteuil.
- 1990 à 2006 - Personnages et Scènes pour Bergdorf Goodman, 5th avenue, New-York.
- 2004 - Scènes de contes à Épinal, en partenariat avec la ville d'Épinal et le Musée de l'image.
- 2005/2006/2007 - Scènes animées "Contes" au château de Breteuil.
- 2005: Dais pour le pont inauguré pour le Prince et la Princesse Michael de Kent à La Forêt des Livres de Chanceaux-près-Loches.
- 2 007 - Exposition au Musée de Thann (Haut-Rhin)
- 2007 - Exposition "Légendes" à La Celle-Saint-Cloud.
- 2008 - Exposition "Les contes de Perrault" Halle de Châteaubriant
- 2009 - Participation avec le Musée Imaginaire à l'exposition "Arthur et la Table ronde" au château de Sully-sur-Loire.
- 2009 - Les fées automates à Lamorlaye.
- 2010 - Il était une fois" Namur, Belgique
- 2010 - "Contes en scène" Saran (Loiret)
- 2010 - "Le Petit Peuple" Tulle (Corrèze) avec Sandrine Gestin
- 2011 : "Carré d'Art" à Nîmes (Gard)
- 2011 : Médiathèque de Denain (Nord)
- 2011 : Médiathèque de Villedieu-les-Poêles (Manche)
- 2011 : SI de Loches (Indre et Loire)
- 2011 : Château de Draveil (Essonne)
- 2012 : Chimères à Roost-Warendin (Nord)
- 2012 : Salon du livre "Les mots Doubs" Besançon (Jura)
- 2012 : Festival des contes Morsang-sur-Orge
- 2013 : Mairie de Ballan-Miré (37), Festival des légendes
- 2013 : Bibliothèque de Saint-Omer (52)
- 2013 : Château de La Tour d'Aigues (84)
- 2013 : Hôtel de ville de La Celle Saint Cloud (78)
- 2013 : Place Louis Salle, Olivet (Loiret) (45)
- 2013 : Médiathèque Louis Aragon, Morsang-sur-Orge (91)
- 2013 : La Maison verte, Quincy sous Sénart (91)
- 2013 : Pôle Culturel Camille Claudel, Sorgues (Vaucluse) (84)
- 2013 : Festival "Les enchanteurs", Châteaugiron (35)
- 2014 : « Festimômes" Châteaubourg (Ille-et-Vilaine)
- 2014 : Château Catinat, Saint Gratien (95)
- 2014-2015 : Palais Lumière à Évian-les-Bains (74) Les contes de fées, de la tradition à la modernité
- 2015-2016 : Château de Chambord (41)
- 2016 : Médiathèque, Basse-Ham (57)
- 2017 : Médiathèque, Pont-Sainte-Maxence (60)
- 2018 : Pôle Animation, Villers sur Mer (14)

## Télévisions
- Public Sénat, émission Culture T de Philippe Lefevre, 2 et 4 mai 2014
- CanalC Belgique du 25 novembre 2010
- Fr3 JT 24-25 décembre 2010
- FR3 JT Corrèze décembre 2010